# 诺盖拉-杜克拉武 (奥利韦拉-迪阿泽梅什)
诺盖拉-杜克拉武是葡萄牙阿威罗区的一个堂区。总面积6.32平方公里，总人口2852人，人口密度451.3人/平方公里。